# Allium diabolense
Allium diabolense es una especie de planta bulbosa del género Allium, perteneciente a la familia de las amarilidáceas, del orden de las Asparagales. Originaria de América del Norte.

## Descripción
Allium diabolense es endémica en el centro de California, donde se conoce desde el sur de las Cordilleras de la Costa y las Cordilleras Transversales.
Esta cebolla crece a partir de un bulbo de color marrón rojizo de poco más de un centímetro de largo. Produce un tallo de hasta 20 centímetros de altura  y una hoja que es más larga que el tronco. La inflorescencia contiene hasta 50 flores blancas  veteadas de color rosa oscuro.

## Taxonomía
Allium diabolense fue descrita por  John Torrey y publicado en Aliso 13(3): 425, en el año 1992.
Etimología
Allium: nombre genérico muy antiguo. Las plantas de este género eran conocidos tanto por los romanos como por los griegos. Sin embargo, parece que el término tiene un origen celta y significa "quemar", en referencia al fuerte olor acre de la planta. Uno de los primeros en utilizar este nombre para fines botánicos fue el naturalista francés Joseph Pitton de Tournefort (1656-1708).
diabolense: epíteto geográfico que alude a su localización en Diablo Range, una de las cordilleras de la costa que forma la pared oeste del Valle Central desde el monte Diablo al Condado de Kern.
Sinonimia
- Allium fimbriatum var. diabolense Ownbey & Aase[6]